# Edgar Adams

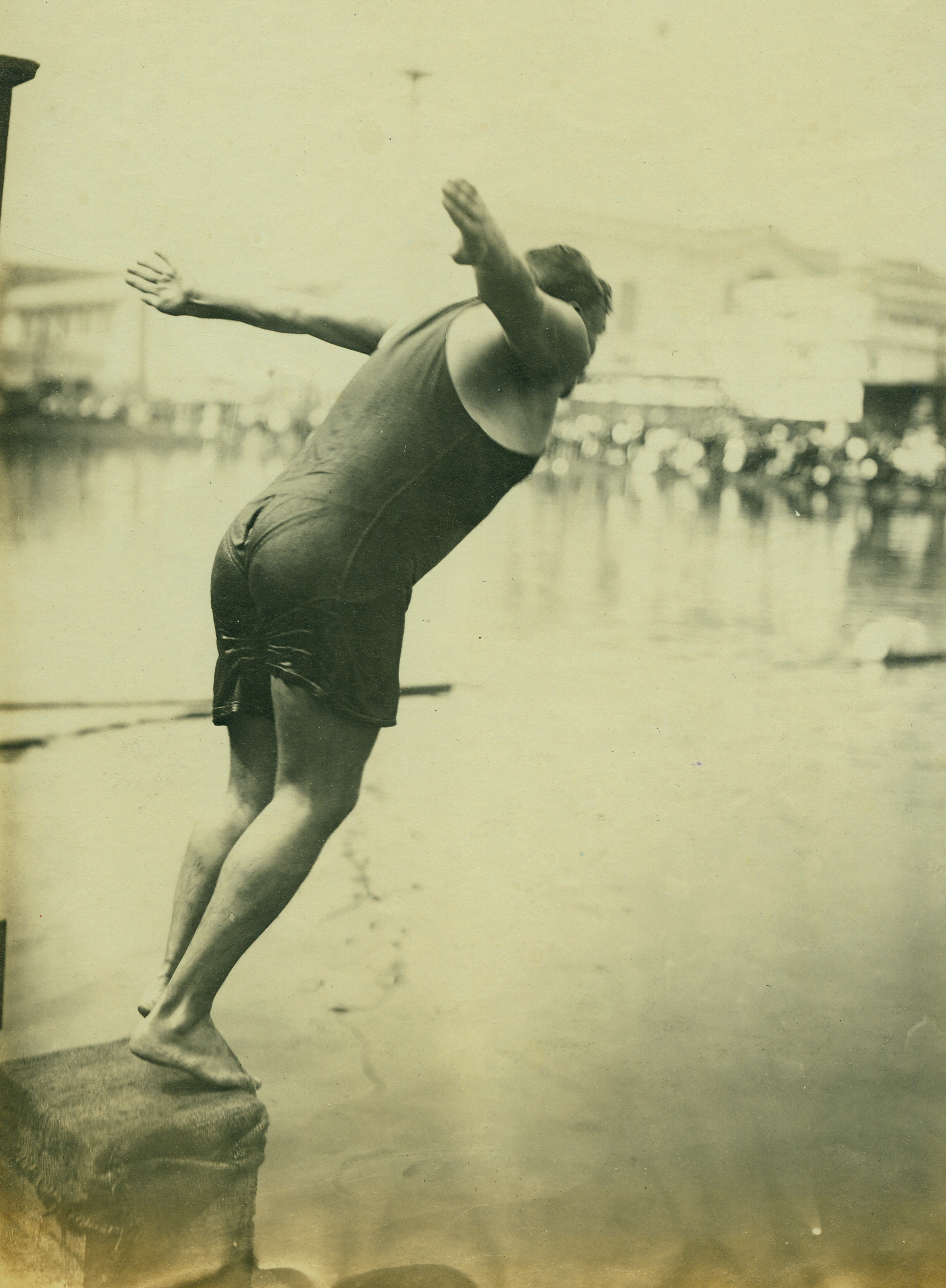
El nadador y saltador estadounidense Edgard Adams.

Edgar H. Adams (7 de abril de 1868 – 5 de mayo de 1940) fue un nadador y saltador estadounidense.
Participó en natación y en salto (natación) en los Juegos Olímpicos de Saint Louis 1904 y ganó la medalla de plata en salto de plataforma - distancia, cubriendo 17,52 metros, precedido solo por William Dickey.
También participó en la competencia de estilo libre 220 yardas, terminando en cuarto lugar, al llegar al pie del podio en la carrera de 880 metros estilo libre. También compitió en la carrera de una milla estilo libre, donde se clasificó para la final, sin ganar ninguna medalla.
Con el equipo del New York Athletic Club, participó en la carrera de relevos 4x50 yardas estilo libre, llegando hasta los cuartos de final.